# Lullaby and... The Ceaseless Roar
Lullaby and... The Ceaseless Roar (stiliserat som lullaby and... The Ceaseless Roar) är ett musikalbum av Robert Plant som utgavs 2014 på skivbolaget Nonesuch Records. Det var hans tionde studioalbum som soloartist och det första han spelade in med bandet The Sensational Space Shifters. Albumet som spelades in i London innehåller musik inspirerad av såväl brittisk folkmusik, som amerikansk blues och nordafrikansk musik. Skivan fick ett gott kritikermottagande och snittar på 81/100 på Metacritic.

## Låtlista
(upphovsman inom parentes)
1. "Little Maggie" (Trad. arr. av Robert Plant, Justin Adams, John Baggott, Billy Fuller, Dave Smith, Liam "Skin" Tyson) - 5:06
2. "Rainbow" (Plant, Adams, Baggott, Fuller, Tyson) - 4:18
3. "Pocketful of Golden" (Plant, Adams, Baggott, Juldeh Camara, Fuller, Smith, Tyson) - 4:12
4. "Embrace Another Fall"	(Plant, Adams, Baggott, Camara, Fuller, Smith, Tyson) - 5:52
5. "Turn It Up" (Plant, Adams, Baggott, Fuller, Smith, Tyson) - 4:06
6. "A Stolen Kiss" (Plant, Adams, Baggott, Fuller, Tyson) - 5:15
7. "Somebody There" (Plant, Adams, Baggott, Fuller, Smith, Tyson) - 4:32
8. "Poor Howard" (Plant, Adams, Baggott, Camara, Fuller, Smith, Tyson) - 4:13
9. "House of Love" (Plant, Adams, Baggott, Fuller, Smith, Tyson) - 5:07
10. "Up on the Hollow Hill (Understanding Arthur)"	Plant, Adams, Baggott, Fuller, Tyson) - 4:35
11. "Arbaden (Maggie's Babby)" (Plant, Adams, Baggott, Camara, Fuller, Smith, Tyson) - 2:44

## Listplaceringar
- Billboard 200, USA: #10[2]
- UK Albums Chart, Storbritannien: #2[3]
- Hitlisten, Danmark: #3[4]
- Finland: #4[5]
- VG-lista, Norge: #2[6]
- Sverigetopplistan, Sverige: #6[7]